# Kukow wrych
Kukow wrych (bułg. Куков връх) – szczyt pasma górskiego Riła, w Bułgarii, o wysokości 2411 m n.p.m.